# John W. Kappler
John W. Kappler (Baltimore, Maryland, 22 de diciembre de 1943) es un bioquímico, inmunólogo e investigador estadounidense, además es catedrático del departamento de Inmunología Integrada del National Jewish Health y del departamento de Inmunología de la Universidad de Colorado. Trabaja en colaboración con su esposa, la bióloga inglesa Philippa Marrack, desde 1974. Su principal línea de investigación es la biología de las células T, el equipo que encabeza fue uno de los que descubrieron el receptor de células T en 1983. También identificó los superantígenos, el mecanismo detrás del síndrome del choque tóxico.

## Biografía
John W. Kappler nació el 22 de diciembre de 1943 en Baltimore, Maryland. Ingresó a la Universidad de Lehigh para estudiar Ingeniería, pero decidió cambiarse a Química al año siguiente y terminó sus estudios de pregrado en 1965. Realizó su doctorado en la Universidad Brandeis, donde estudió la bioquímica de la diferenciación celular, y se graduó en 1970. Hizo investigación postdoctoral con Richard Dutton en la Universidad de California en San Diego de 1971 a 1973 y mientras estaba ahí conoció a la bióloga inglesa Philippa Marrack.
Al terminar su trabajo en San Diego se casó con Marrack y ambos se trasladaron a Rochester, Nueva York, donde Kappler consiguió trabajo como docente en la Universidad de Rochester.Ahí comenzaron a estudiar el proceso mediante el cual las células T reconocen a a los antígenos. La pareja se trasladó a Denver, Colorado, en 1980, para establecer un laboratorio en el National Jewish Health y ambos comenzaron a impartir clases en la Universidad de Colorado, donde llegó a ser profesor distinguido del departamento de Inmunología. Además fue nombrado investigador del Instituto Médico Howard Hughes en 1986.

### Investigaciones
Kappler ha formado con su esposa uno de los equipos científicos más reconocidos en el estudio de las células T. Lideró uno de los primeros tres equipos que aislaron y describieron el receptor de células T a principios de la década de 1980 (los otros fueron los encabezados por Ellis Reinherz y Jim Allison). Otro de sus hallazgos fue el mecanismo de destrucción de las células T que atacan a los tejidos del propio organismo. Lo que resulta muy importante porque las alteraciones de este proceso son las que conducen a las enfermedades autoinmunes, como: la artritis reumatoide, la esclerosis múltiple, la diabetes tipo I y el lupus eritematoso sistémico.
También descubrieron los superantígenos de las bacterias, unas toxinas que estimulan excesivamente a las células T, produciendo que sobrereaccionen generando una exagerada respuesta inmune que es la causa del síndrome del choque tóxico. Además se han dedicado a estudiar las causas de la mayor frecuencia de las enfermedades autoinmunes en la mujer, la causa de la artritis reumatoide autoinmune y el desarrollo de vacunas contra el cáncer.
Kappler ha publicado cientos de artículos en revistas académicas, sus hallazgos han sido citados por miles de investigadores en todo el mundo y han servido como base para otros estudios científicos y el desarrollo de nuevos medicamentos. Ha formado parte del comité editorial de prestigiadas publicaciones científicas como Journal of Immunology y es miembro de la Academia Nacional de Ciencias de Estados Unidos.

## Reconocimientos
Entre otros reconocimientos ha recibido:
- Nombramiento de investigador por el Instituto Médico Howard Hughes (1986)
- Miembro de la Academia Nacional de Ciencias de Estados Unidos (1989)
- Premio William B. Coley del Cancer Research Institute (1993)
- Premio Paul Ehrlich y Ludwig Darmstaedter de la Fundación Paul Ehrlich  de Alemania (1993)
- Premio Louisa Gross Horwitz de la Universidad de Columbia (1994)
- Premio Wolf en Medicina (2015)